# عادل حمودة
عادل حمودة (15 أكتوبر 1948)، هو صحفي وكاتب ومؤلف مصري شهير.

## عن حياته
عمل رئيسا لتحرير مجلة روزاليوسف المصرية، ثم انتقل كاتبا بالأهرام وعمل مؤسسا ورئيسا لتحرير الإصدار الثاني من جريدة صوت الأمة المستقلة، ومؤسسا ورئيسا لتحرير جريدة الفجر المستقلة.

## محاكمته عام 2007
في العام 2007 حكم عليه و3 رؤساء تحرير آخرين لصحف مصرية مستقلة بغرامة قيمتها 20 ألف جنيه مصري لكل منهم بتهمة التطاول على الرئيس المصري آنذاك مبارك، في إطار دعوى رفعها عضوان من الحزب الوطني الديمقراطي. كما تم اتهام الصحفي محمد الباز كذلك بسب شيخ الأزهر، وإهانة مؤسسة الأزهر، بعد أن نشرت جريدة الفجر صورة متخيلة لشيخ الأزهر وهو يرتدي زي بابا الفاتيكان، مما اعتبره شيخ الأزهر سبا في حقه، وإهانة لمشيخة الأزهر، فرفض كل المحاولات التي بذلتها معه نقابة الصحفيين المصريين لإقناعه بالتنازل عن الدعوى، التي كانت هناك توقعات بأن يصدر فيها حكم بالحبس ضد الصحفيين حمودة والباز، إلا أن شيخ الأزهر أقسم بأغلظ الأيمان أنه لن يتسامح في حقه الذي يعتبره حق الإسلام، وقال أنه لن يترك حمودة إلا عندما يصدر حكم بسجنه، وأصدرت محكمة جنايات الجيزة حكمها ببراءة المتهمين من جريمة إهانة مؤسسة الأزهر، لكنها قامت بتغليظ العقوبة في تهمة سب شيخ الأزهر، لتحكم لأول مرة في تاريخ القضاء المصري، بغرامة 80 ألف جنيه لكل من المتهمين بالتضامن مع جريدة الفجر، وكانت هذه هي المرة الأولى في تاريخ القضاء المصري التي يتم فيها الفصل بين تهمتي السب والقذف في العقوبة، وقد أثار هذا الحكم جدلا قضائيا كبيرا، حيث اعتبره خصوم عادل حمودة انتصارا كبيرا، بينما اعتبره تلامذته وخبراء القانون وشيوخ الصحافة قيدا جديدا على حرية الصحافة. ويعتبر عادل حمودة واحدا من الأساتذة الكبار في الصحافة المصرية، حيث تربى على يديه عدة أجيال من الصحفيين الكبار وصناع الصحف.